# Klooster Nazareth (Weert)
Klooster Nazareth is een franciscanessenklooster te Weert, dat bestond van 1662 tot 1797. Sinds 1797 is het de naam van een franciscanessenklooster te Oirschot. Klooster Nazareth te Oirschot is de opvolger van het gelijknamige klooster te Weert.

## Weert
Dit klooster werd in 1662 als refugiehuis aan de Beekpoort gesticht door de zusters van Agnetendal te Dommelen, die moesten uitwijken vanwege de Staatse autoriteiten. De zusters bereikten met Magdalena van Egmont, prinses van Chimay en vrouwe van Weert, overeenstemming over hun vestiging. Zij waren voor het merendeel wereldse zusters die leefden volgens de regel der reguliere Derde Orde van Sint-Franciscus. Een aantal zusters wenste een strenger kloosterleven. In 1674 werd door overste Magdalena Straven, dochter van de burgemeester van Weert, besloten om de regel van de penitenten-recollectinen van de Derde Orde aan te nemen, wat een beschouwende orde was waarbij meditatie omtrent het lijden van Christus een belangrijke rol innam. Moeder Johanna van Jezus (Johanna Neerinck) (1576-1648) was de ontwerpster van deze regel. Magdalena's zus, Catharina-Elisabeth Straven, kende deze regel vanuit haar verblijf in Stockholm. Het was een strenge regel waar ook strenge kledingvoorschriften bij hoorden. In 1692 werd deze regel uiteindelijk ingevoerd. De contemplatie vereiste stilte en afzondering, en de instelling van een clausuur. In 1696 begon men met de ommuring van het kloostergebouw. Dit alles vloeide mede voort uit het Concilie van Trente, dat in strenge voorschriften omtrent de naleving van het clausuur voorzag.
Om in hun onderhoud te voorzien gaven de zusters onderricht aan meisjes, wat op enigszins gespannen voet met hun beschouwende kloosterleven stond. Dit betekende dat ze van maatschappelijk nut waren, sinds 1783 een voorwaarde om te mogen voortbestaan. In de Oostenrijkse Nederlanden, waar Weert toe behoorde, begon namelijk een periode van onderdrukking van het kloosterleven, in gang gezet door keizer Jozef II. Toen in 1794 de Fransen definitief kwamen begonnen ze de kloosterlingen af te persen en hun inventaris in beslag te nemen. In 1797 werden de zusters verdreven.

## Oirschot
Hoewel de zusters op diverse plaatsen verspreid werden, kwamen een aantal van hen via zuster Bonaventura van Cuijk, die uit Oirschot afkomstig was, voor een tijdelijk verblijf naar Oirschot. Daar werd een dubbel woonhuis aan de Koestraat gehuurd. Toen het verblijf permanent werd, kwamen ook de andere zusters weer. Een nieuw klooster werd gesticht, en in 1801 werd het dit huis en een ernaastgelegen huis aangekocht. Er kwam een kapel, en de zusters konden nu de clausuur weer onderhouden, en hoefden de Mis niet meer in de parochiekerk bij te wonen.
Weliswaar was er godsdienstvrijheid, maar ook koning Willem I beperkte, in navolging van Napoleon, het kloosterleven: de kloosters moesten uitsterven.
Allerlei middelen werden bedacht om de bepalingen te omzeilen, zoals het gebruikmaken van de omschrijving geestelijke vereniging voor wat eigenlijk een klooster was. Overigens fungeerde het klooster ook als onderwijsinstituut. Een goedkeuring moest echter worden aangevraagd wat echter weer het risico van afwijzing meebracht. Niettemin geschiedde dit in 1824. Nimmer werd een uitspraak gedaan maar aan de wettelijke plicht was voldaan.
Ook met het kerkelijk gezag dreigde een conflict. Het klooster stond onder gezag van de minderbroeders, maar de gezagsdragers van het bisdom 's-Hertogenbosch, in casu de apostolisch vicaris, wenste zeggenschap. Mede door toedoen van Joannes Zwijsen werd in 1862 de strenge clausuur weer ingevoerd en werd ook het pensionaat gesloten.
Twee nieuwe kloosters werden gesticht: Catharinenberg te Oisterwijk in 1844 en Klooster Nazareth te Gemert in 1848. Vooral vanuit Gemert werden er nog diverse gemeenschappen gesticht elders in het land, en ook in Oirschot werd in 1864 het Sint-Elisabethgasthuis vanuit dit klooster gesticht. Zwijsen en zijn geestverwanten wilde echter dat de zusters zo min mogelijk 'wereldse' werken verrichtten en zich bovendien volledig zouden onthechten aan contacten met vrienden en familie. Dit door mannelijke geestelijken opgelegd stramien bood weinig ruimte voor verinnerlijking en integratie van beschouwend leven en werkzaamheden.

## Congregatie
In 1891 en 1926 vonden veranderingen in de regels plaats waardoor, naast contemplatief leven, ook nadrukkelijk de dienst aan de medemens was opgenomen, zoals het verzorgen van zieke en oude mensen. De orde van penitenten-recollectinen was daarmee geworden tot de Congregatie van de Franciscanessen van Oirschot. Deze bezat overigens ook gemeenschappen buiten Oirschot en wel, in 1929, 12 gemeenschappen waar onderwijs werd gegeven, 12 waar onderwijs werd gegeven en zorg werd verleend, en 3 huizen die in ziekenzorg waren gespecialiseerd, namelijk een in Gemert en twee in Oirschot, waar in 1905 ook het Sint-Elisabethgasthuis voor bejaarde zusters werd gesticht.
Huizen waren er, naast de reeds genoemde, te Vught, Kaatsheuvel, Someren, Beneden-Leeuwen, Hilversum, Ammerzoden, Bakel, Ewijk, Haaren, Mierlo, Mill, Zaltbommel, Someren-Eind, Valkenswaard, Bemmel, Kruisland, Wassenaar, Meijel, Winssen en Nieuw-Vossemeer.
Bovendien werden vanuit Oirschot twee gemeenschappen in missielanden gesticht, waarvan in 1926 de eerste in Brazilië.
Het vele werk, gevoegd bij de eisen die het beschouwend leven stelde, eiste veel van de zusters. Vanaf 1966 braken vernieuwingen aan, waarbij niet alleen veranderingen in het religieuze leven plaatsvonden, maar ook allerlei maatschappelijke taken, zoals onderwijs, overgedragen werden aan niet-religieuze organisaties. Dit leidde tot spanningen, aangezien meer traditioneel georiënteerde zusters het tempo moeilijk konden bijhouden. Zoals in alle kloostergemeenschappen begon ook het aantal toetredingen snel terug te lopen en trad vergrijzing in.
In 2008 was het Oirschotse klooster al omgezet in het Kloosterverzorgingstehuis Nazareth, waar 63 oudere zusters woonden en voor een deel verzorgd werden. Uiteindelijk zullen ook niet-religieuzen hier gehuisvest worden.

## Externe bronnen
- D. van Delft, 1966. Van slotklooster tot actieve congregatie: Klooster Nazareth Oirschot.
- Marit Monteiro, 2002. Vroomheid in Veelvoud. Geschiedenis van de Franciscanessen van Oirschot 1797-1997. Uitgeverij Verloren. ISBN 90-6550-096-0
- Google Books